# Симоново (Солигаличский район)
Симоново — деревня в Солигаличском муниципальном округе Костромской области. Входит в состав Солигаличского сельского поселения

## География
Находится в северо-западной части Костромской области на расстоянии приблизительно 15 км на северо-восток по прямой от города Солигалич, административного центра района.

## История
В 1872 году здесь было отмечено 26 дворов, в 1907 году—27. До 2018 года входила в состав Куземинского сельского поселения.

## Население
Постоянное население составляло 122 человека (1872 год), 127 (1897), 120 (1907), 36 в 2002 году (русские 92 %), 15 в 2022.